# Opóźniacze palenia

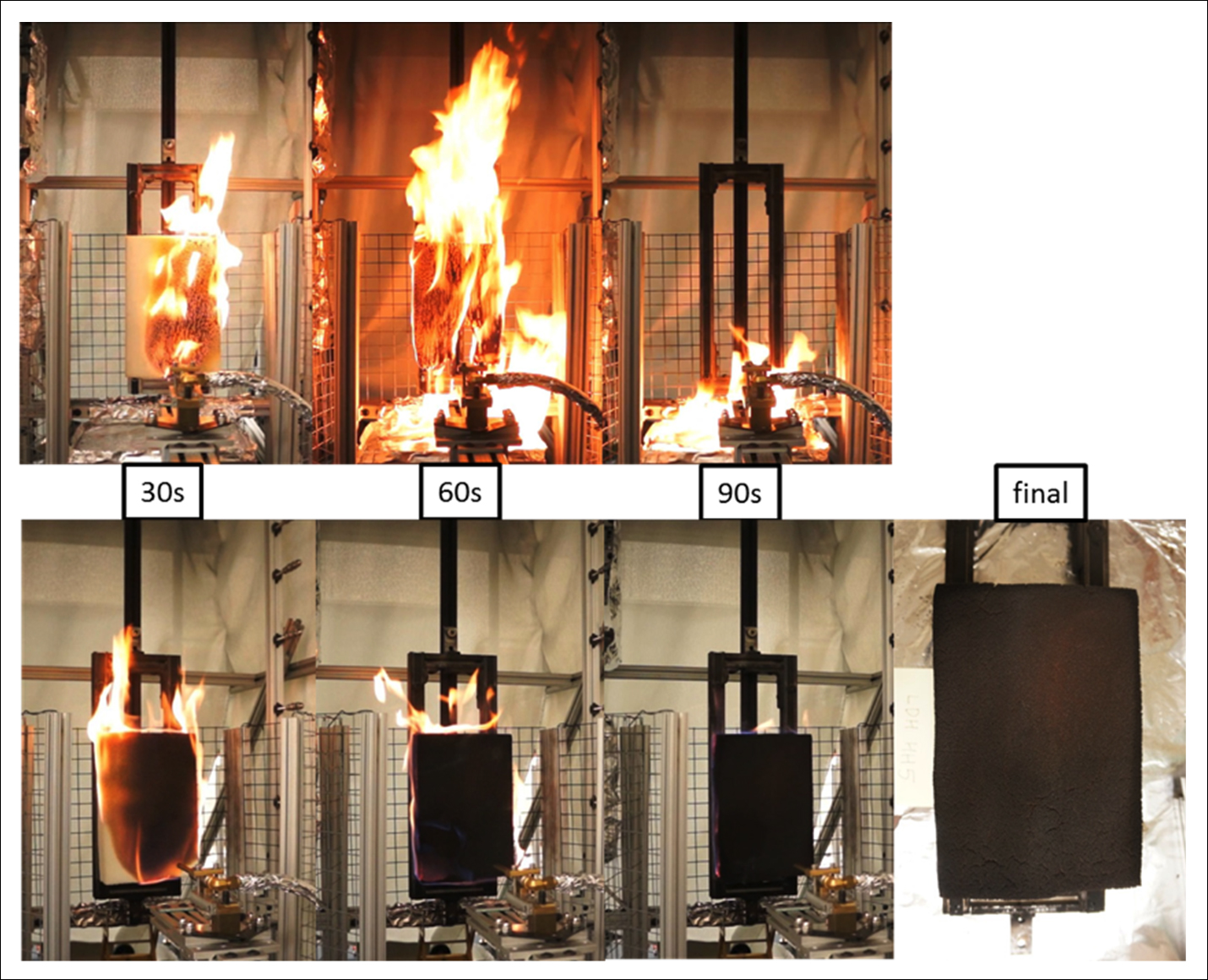
Testy z otwartym płomieniem porównują palność niepoddanej obróbce pianki poliuretanowej (góra) i identycznej powierzchni próbki pianki poddanej obróbce powłoką przypominającą kanapkę zawierającą warstwowe podwójne wodorotlenki. Po 90 sekundach od zapłonu nieobrobiona piana zostaje całkowicie spalona. Eksperymentalny środek zmniejszający palność stworzył ochronną pozostałość, która powodowała zmniejszanie się wielkości płomieni, a następnie ich gaszenie.

Opóźniacze palenia (retardanty palenia, środki opóźniające palność, uniepalniacze, antypireny, inhibitory spalania, FR – z ang. flame retardant) – substancje chemiczne stosowane jako dodatki do tworzyw sztucznych i innych materiałów w celu ograniczenia ich palności lub zmniejszenia szybkości ich spalania. 
Uniepalniacze tworzyw sztucznych można dodawać na etapie polimeryzacji lub sieciowania polimeru (zostają one wówczas wbudowane w jego strukturę) lub podczas jego przetwarzania. Jako opóźniacze palenia stosuje się m.in. związki organiczne zawierające chlor, brom (np. pentabromofenol, C6Br5OH), fosfor (np. fosfoniany) lub azot (np. melamina), a także związki nieorganiczne, np. szkło, krzemionkę, tlenek żelaza(III), wodorotlenek glinu, wodorotlenek magnezu, tlenek tytanu(IV) i wiele innych. Opóźniacze palenia stosowane są także do produktów pochodzenia naturalnego, np. bawełny i celulozy. Jednym z pierwszych środków opóźniających palność był ałun potasowy, stosowany już w starożytności do impregnacji przeciwogniowej drewna. Do przeciwogniowej impregnacji tkanin i drewna stosowane jest też szkło wodne.
Ok. 90% środków opóźniających palność wykorzystywanych jest w przemyśle tworzyw sztucznych (dużą wagę przywiązuje się np. do obniżania palności pianek poliuretanowych). Szacuje się, że ok. 30% ich produkcji to tworzywa zawierające inhibitory spalania. W roku 2005 na rynku europejskim dostępnych było 175 tego typu środków. Opóźniacze palenia zawierające brom i chlor zgodnie z dyrektywami Unii Europejskiej są wycofywane z użycia ze względu na ochronę środowiska.
Mechanizmy działania opóźniaczy palenia są różne, np.:
- pochłanianie dużych ilości ciepła podczas rozkładu
- wydzielanie związków utrudniających dostęp tlenu, np. pary wodnej
- tworzenie sztywnej warstwy spieczonej chroniącej głębsze warstwy materiału
- pęcznienie powierzchniowe i wytworzenie warstwy izolującej termicznie
- wydzielanie rodników zakłócających proces palenia.

Aktualnie wiele z opóźniaczy palenia podejrzewanych jest jako związki endokrynnie czynne (EDCs, z ang. endocrine disruptor chemicals/compounds). Przykładami są np. Tetrabromobisfenol-A (TBBPA) lub tris(2,3-dibromopropylo)izocyjanuran (TBC).